# موژنه
موژنه (به لاتین: Możne) یک روستا در لهستان است که در گمینا اولتسکو واقع شده‌است.